# Jorma Hynninen

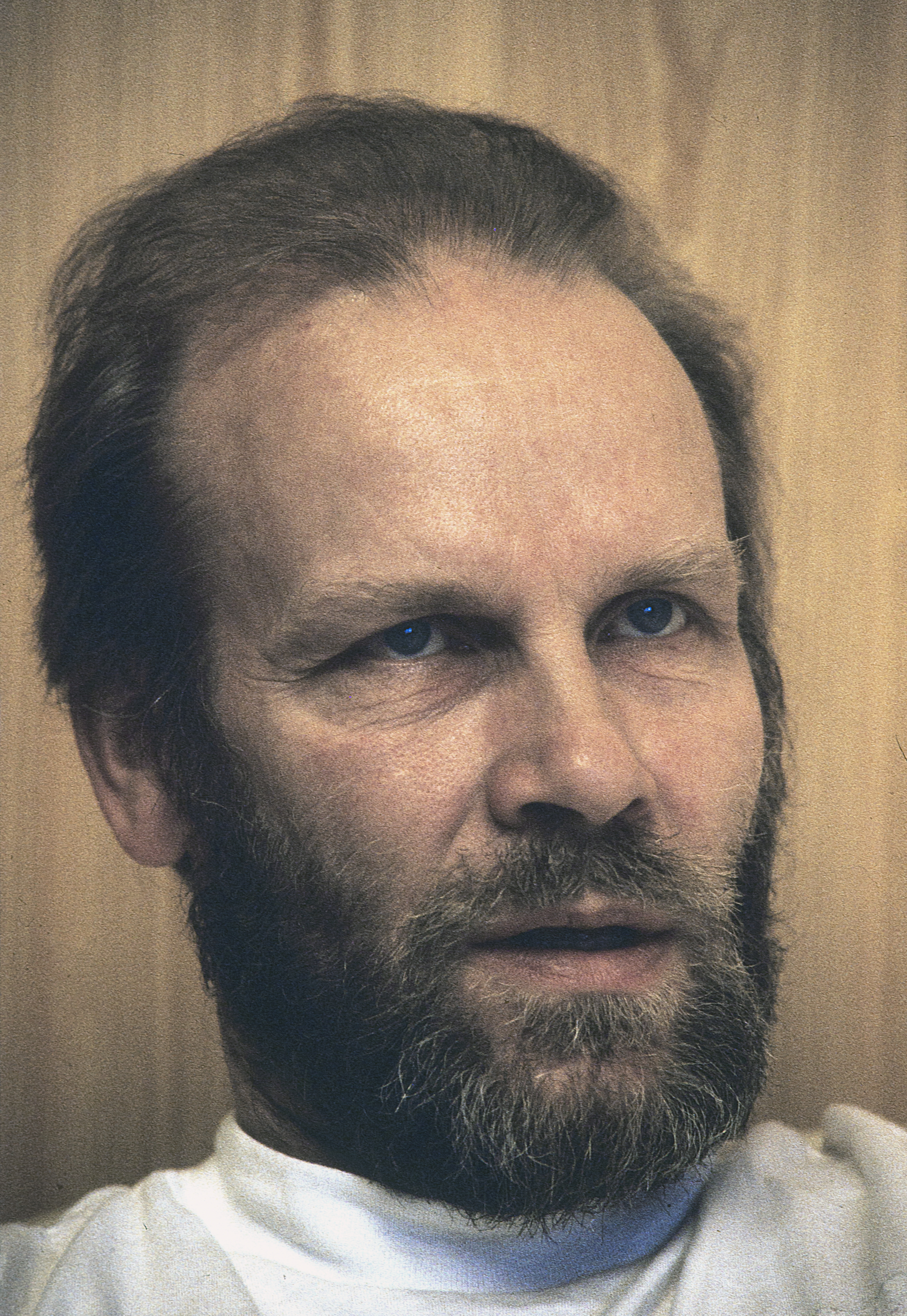
Jorma Hynninen år 1990.

Jorma Kalervo Hynninen, född 3 april 1941 i Leppävirta, är en finländsk sångare (baryton).
Hynninen, som först utbildade sig till folkskollärare, studerade sång vid Sibelius-Akademin för Matti Tuloisela och Antti Koskinen samt i Italien. Han segrade 1969 i sångtävlingen i Villmanstrand. Han var solist vid Finlands nationalopera 1970–1990 och konstnärlig ledare 1984–90. Åren 1991–2002 var han ledare för Operafestspelen i Nyslott. Han var konstnärsprofessor 1990–1995 och professor i sång vid Sibelius-Akademin 1997–2003.
Hynninen har framträtt i de viktigaste inhemska barytonrollerna: Topi i Aulis Sallinens Det röda strecket (Punainen viiva), titelrollen i Aarre Merikantos Juha, dito i Sallinens Kullervo, dito i Einojuhani Rautavaaras Aleksis Kivi. På La Scala i Milano har han kreerat Pelléas i Debussys Pelléas et Mélisande, på flera tyska scener samt i Japan greven i Figaros bröllop, på Metropolitan i New York bland annat Don Posa i Don Carlos, på Bolsjoj i Moskva Jevgenij Onegin. Han medverkade på en Sibeliusskiva som 1996 utmärktes med Cannes Classical Award. Han mottog Madetojapriset 2003.